# Petrivske, Svatove
Petrivske (în ucraineană Петрівське) este un sat în așezarea urbană Nîjnea Duvanka din raionul Svatove, regiunea Luhansk, Ucraina.

## Demografie
Componența lingvistică a localității Petrivske
     Ucraineană (95,83%)
     Rusă (4,17%)
Conform recensământului din 2001, majoritatea populației localității Petrivske era vorbitoare de ucraineană (95,83%), existând în minoritate și vorbitori de rusă (4,17%).